# Untereschenbach (Windsbach)

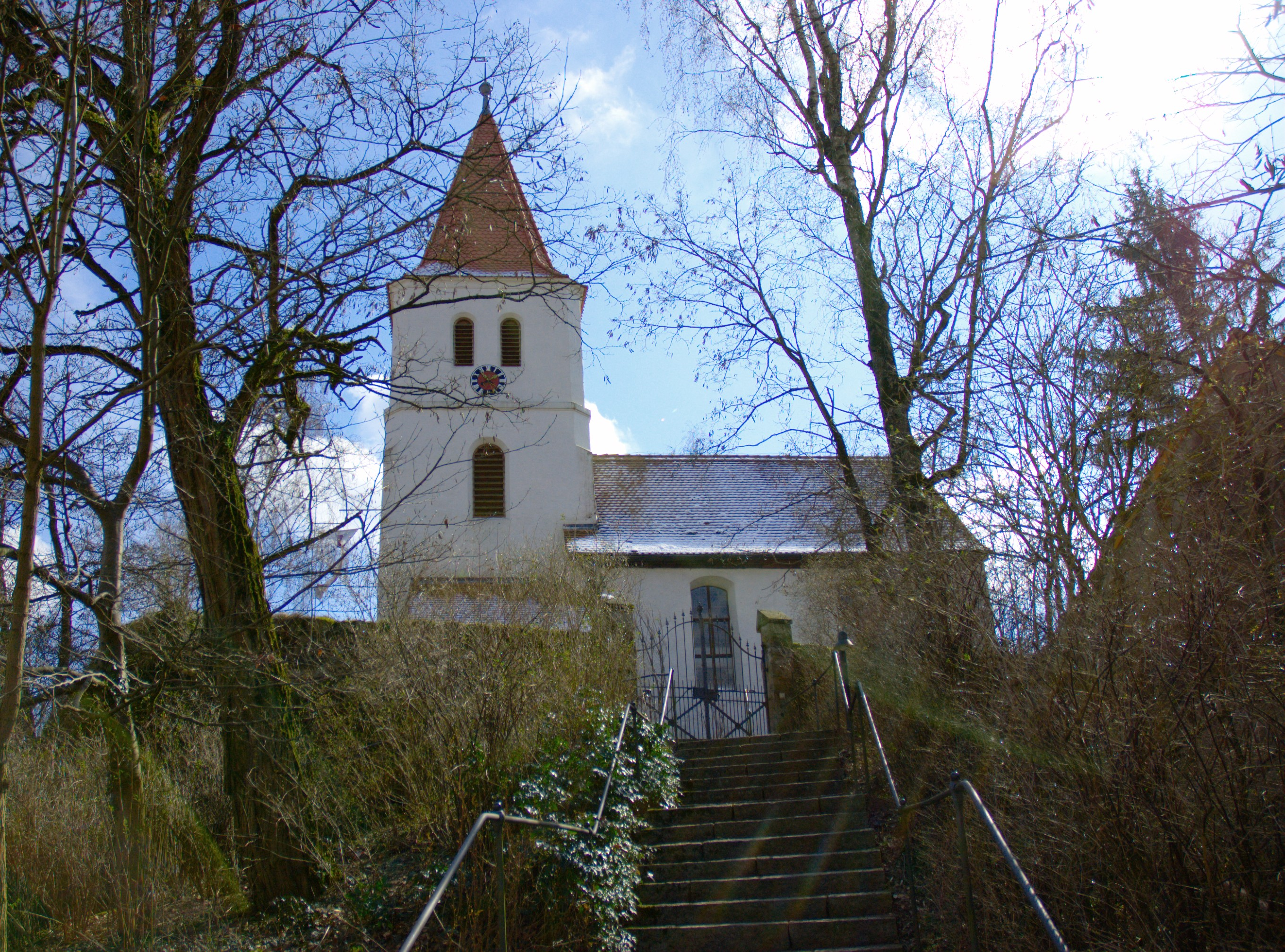
St. Nikolauskirche

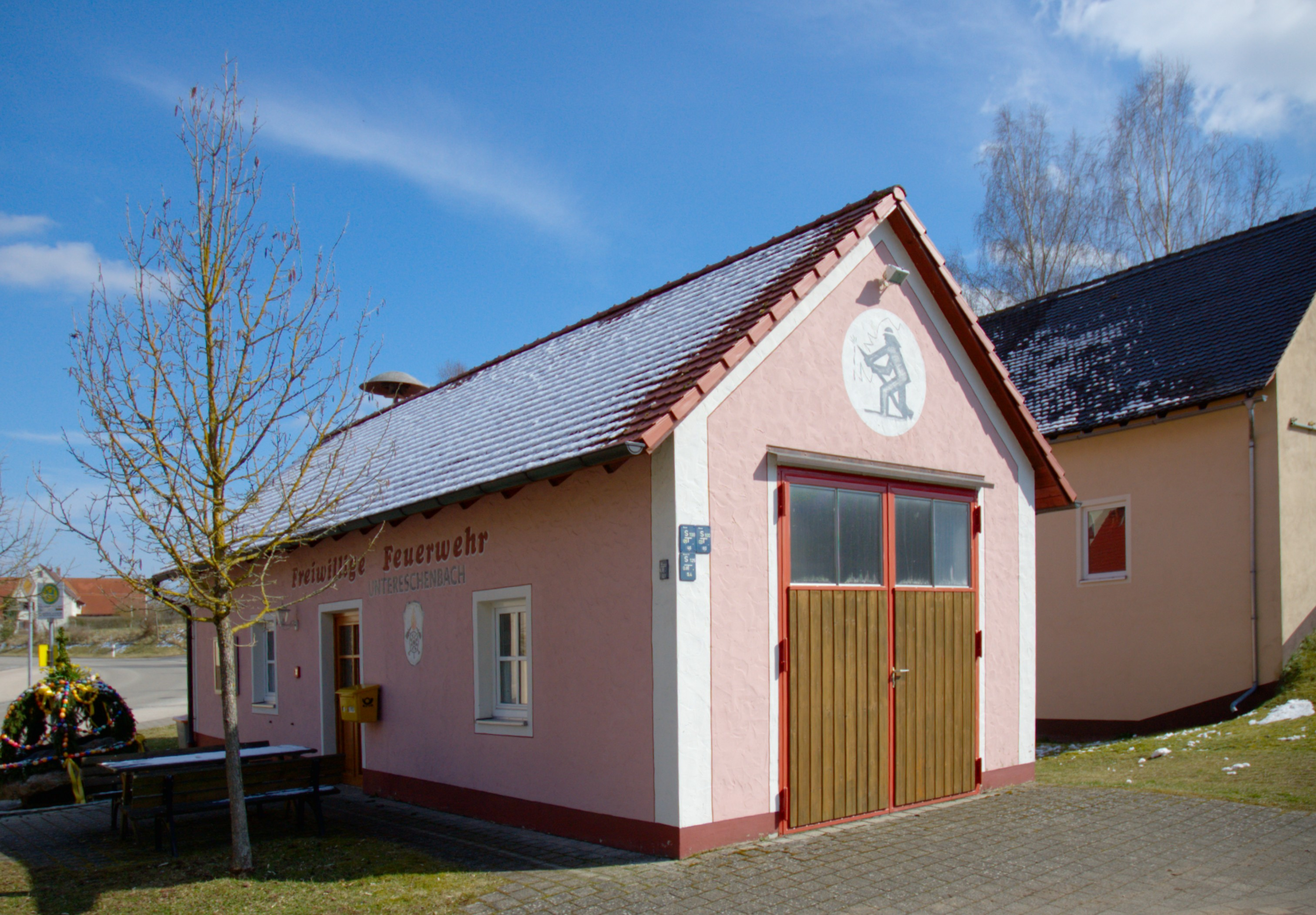
Feuerwehrhaus

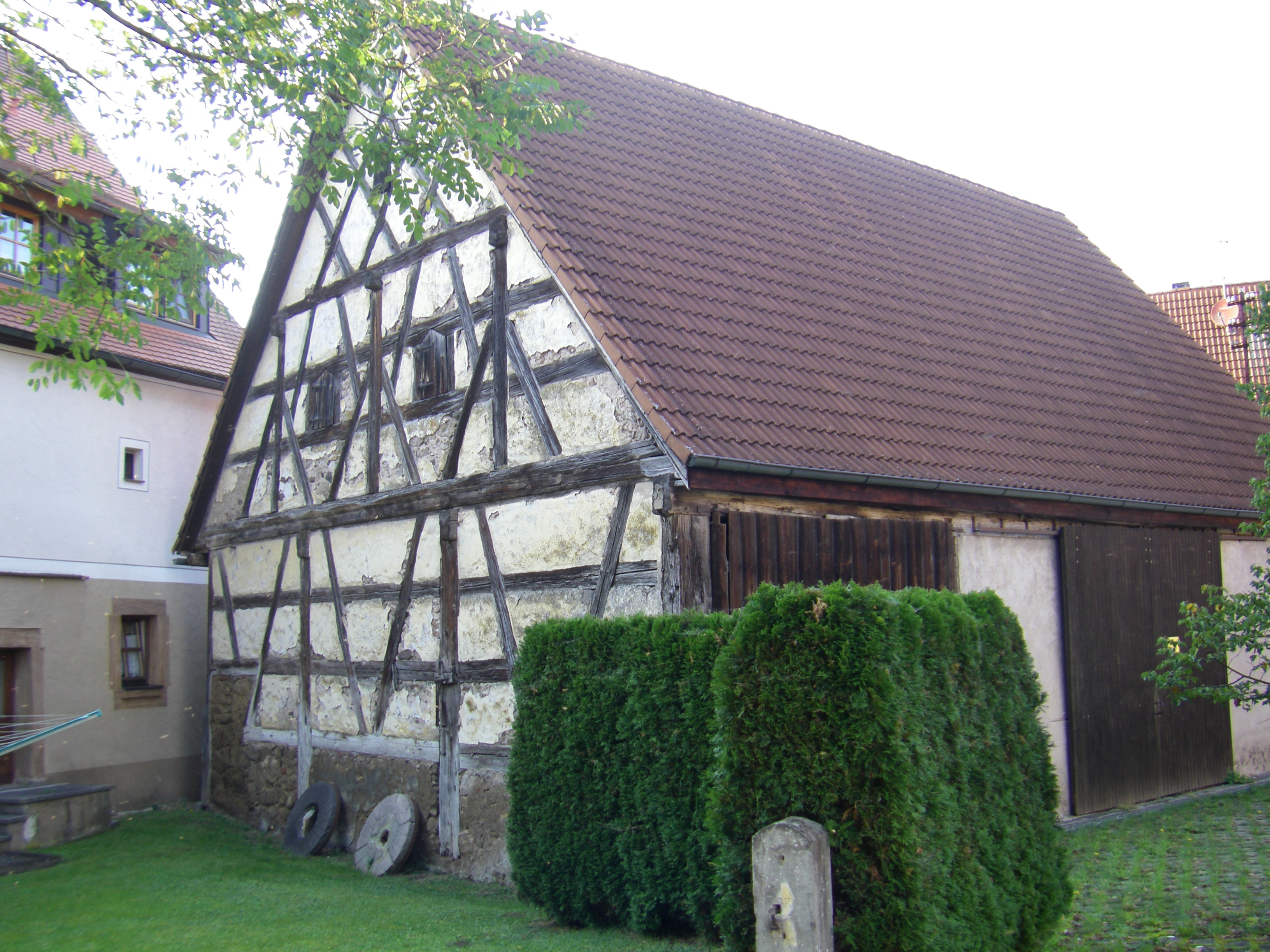
Scheune mit Fachwerk

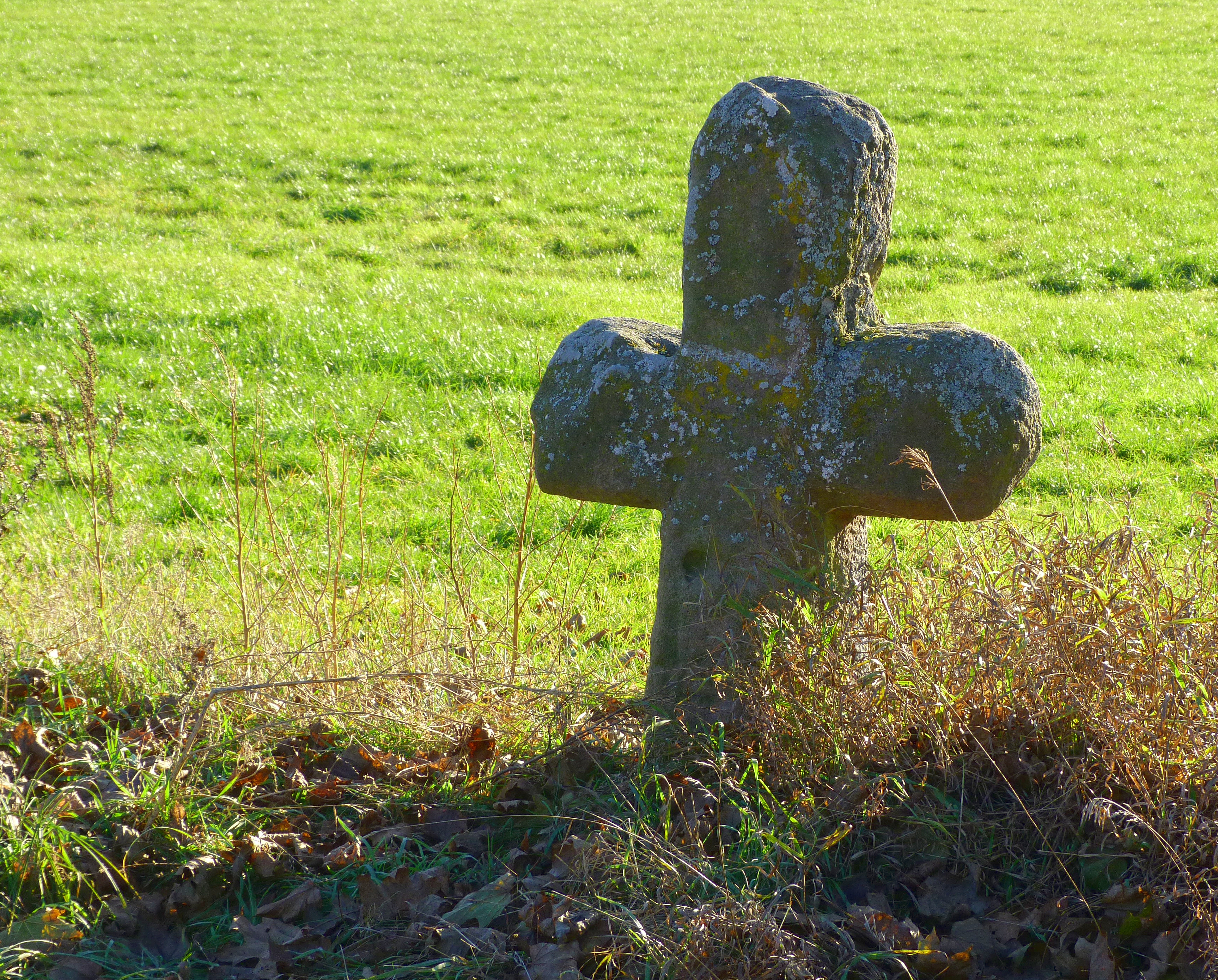
Sühnekreuz

Untereschenbach (fränkisch: (Unda)eschaba) ist ein Gemeindeteil der Stadt Windsbach im Landkreis Ansbach (Mittelfranken, Bayern). Die Gemarkung Untereschenbach hat eine Fläche von 4,557 km². Sie ist in 655 Flurstücke aufgeteilt, die eine durchschnittliche Flurstücksfläche von 6957,33 m² haben.

## Geografie
Das Kirchdorf liegt an der Fränkischen Rezat und am Erlbach, der dort als rechter Zufluss in die Rezat mündet. 0,5 km nördlich erhebt sich der Goldberg, 1 km westlich der Hengelberg und 1 km östlich der Brudersberg.
Die Staatsstraße 2223 führt nach Elpersdorf (1,9 km nordwestlich) bzw. nach Wassermungenau zur Bundesstraße 466 (2,5 km südöstlich). Gemeindeverbindungsstraßen führen nach Hergersbach (2,6 km nordöstlich), die Kreisstraße AN 59 kreuzend zur B 466 bei Thonhof (3 km südlich) und nach Winkelhaid zur AN 59 (2,2 km südwestlich).

## Geschichte
1310 wurde der Ort unter dem Namen „Eschenbach“ erstmals erwähnt, als das Kloster Heilsbronn dort ein Anwesen erwarb. Gemäß dem Urbar des burggräflichen Windsbacher Amtes (1361/64) gab es in Untereschenbach drei Untertanen. In der Folgezeit wurden vom Kloster weitere Güter und Gefälle erworben.
In den Salbüchern des eichstättischen Kollegiatstifts St. Nikolaus zu Spalt von 1380 und 1517 wurden für Untereschenbach jeweils eine abgabenpflichtige Untertansfamilie verzeichnet. Im eichstättischen Salbuch von 1407 wurden für den Ort nur Abgaben von „gerewt Eckern von holtz“ verzeichnet, die dem Hochstift Eichstätt unterstanden. Der Hauptmannschaft Hergersbach der Reichsstadt Nürnberg unterstanden 1529 8 Untertansfamilien im Ort.
Zu Beginn des 15. Jahrhunderts wurde auf einem Bergsporn die St.-Nikolaus-Kirche als Wehrkirche mit dazugehörigem Friedhof errichtet.
Im 16-Punkte-Bericht des Oberamts Windsbach aus dem Jahr 1608 wurden für Untereschenbach 20 Mannschaften verzeichnet: 1 Mühle, 7 Höfe und 3 Güter unterstanden der Reichsstadt Nürnberg, 2 Güter dem Kastenamt Windsbach, 1 Mühle, 1 Hof und 1 Gut dem nunmehr brandenburg-ansbachischen Verwalteramt Merkendorf, 1 Gut dem Kastenamt Abenberg, 1 Gut dem Kastenamt Spalt, 1 Gut der Kirchenpflege zu Untereschenbach, 1 Hof dem Spital Schwabach. Außerdem gab es ein Gemeindehirtenhaus. Das Hochgericht übte das brandenburg-ansbachische Kasten- und Stadtvogteiamt Windsbach aus.
Im Dreißigjährigen Krieg wurden der Ort und die Kirche zerstört, darunter auch die drei Güter des Klosters. In der Amtsbeschreibung des Pflegamtes Lichtenau aus dem Jahr 1748 werden für den Ort 20 Untertansfamilien angegeben, wovon 10 dem Pflegamt unterstanden und 10 Fremdherren.
Gegen Ende des 18. Jahrhunderts gab es in Untereschenbach 21 Anwesen. Das Hochgericht und die Dorf- und Gemeindeherrschaft übte weiterhin das Kasten- und Stadtvogteiamt Windsbach aus. Grundherren waren das Fürstentum Ansbach (Kastenamt Windsbach: 1 Halbhof, 1 Zappfenwirtschafts-Gütlein, 2 Leerhäuser, 1 Schmiede; Verwalteramt Merkendorf: 1 Mahlmühl-Halbhof, 2 Halbhöfe; Kastenamt Schwabach: 1 Ganzhof), die Reichsstadt Nürnberg (Spital- und Katharinenklosteramt: 2 Ganzhöfe, 1 Dreiviertelhof, 1 Köblergut, 2 Leerhäuser, 1 Mahl- und Sägmühle; Landesalmosenamt: 1 Dreiviertelhof; Spitalamt Heilig Geist: 1 Dreiviertelhof; Siechkobelstiftung St. Jobst: 1 Ganzhof) und das Hochstift Eichstätt (Kastenamt Spalt: 1 Halbhof; Kastenamt Abenberg: 1 Köblergut). Neben den Anwesen gab es noch das Gemeindehirtenhaus und die Filialkirche. Von 1797 bis 1808 unterstand der Ort dem Justiz- und Kammeramt Windsbach. Zu dieser Zeit gab es 23 Untertansfamilien, von denen 9 ansbachisch waren.
1806 kam Untereschenbach an das Königreich Bayern. Im Rahmen des Gemeindeedikts wurde Untereschenbach dem 1808 gebildeten Steuerdistrikt Wassermungenau und der 1810 gegründeten Ruralgemeinde Wassermungenau zugeordnet. Mit dem Zweiten Gemeindeedikt (1818) entstand die Ruralgemeinde Untereschenbach. Sie war in Verwaltung und Gerichtsbarkeit dem Landgericht Heilsbronn zugeordnet und in der Finanzverwaltung dem Rentamt Windsbach. Von 1862 bis 1879 gehörte Untereschenbach zum Bezirksamt Heilsbronn, ab 1880 zum Bezirksamt Schwabach (1939 in Landkreis Schwabach umbenannt) und zum Rentamt Spalt (1919–1932: Finanzamt Spalt, 1932–1972: Finanzamt Schwabach, seit 1972: Finanzamt Ansbach). Die Gerichtsbarkeit blieb bis 1879 beim Landgericht Heilsbronn, von 1880 bis 1970 war das Amtsgericht Roth zuständig, von 1970 bis 1972 das Amtsgericht Schwabach, seitdem ist es das Amtsgericht Ansbach. Die Gemeinde hatte 1964 eine Gebietsfläche von 4,568 km². Im Zuge der Gebietsreform in Bayern wurde Untereschenbach am 1. Juli 1972 nach Windsbach eingemeindet und kam damit zum Landkreis Ansbach.

### Baudenkmäler
- Haus Nr. 9: ehemalige Mühle[26]
- Haus Nr. 11: Wohnstallhaus[26]
- Haus Nr. 28: ehemalige Säge- und Getreidemühle mit Stallgebäude und Bachzuleitung[26]
- Evangelisch-lutherische Kirche St. Nikolaus mit Kirchhofbefestigung[26]
- Scheune[26]
- An der Straße von Untereschenbach nach Hergersbach steht ein Sühnekreuz mit Swastika.[27] Dort sollen um 1450 zwei Schäfer gestritten und sich dabei erschlagen haben.[28]

### Bodendenkmäler
Am östlichen Ortsrand von Untereschenbach wurden in einer Sandgrube Keramiken aus der Urnenfelderzeit gefunden.

### Einwohnerentwicklung
| Jahr      | 1818   | 1840   | 1852   | 1855   | 1861   | 1867   | 1871   | 1875   | 1880   | 1885   | 1890   | 1895   | 1900   | 1905   | 1910   | 1919   | 1925   | 1933   | 1939   | 1946   | 1950   | 1952   | 1961   | 1970   | 1987  |
| Einwohner | 102    | 157    | 167    | 172    | 190    | 182    | 165    | 162    | 166    | 159    | 157    | 154    | 165    | 154    | 158    | 143    | 139    | 126    | 136    | 201    | 187    | 155    | 159    | 171    | 140   |
| Häuser    | 17     | 26     |        |        |        |        | 27     |        |        | 30     |        |        | 29     |        |        |        | 27     |        |        |        | 26     |        | 32     |        | 37    |
| Quelle    | [ 31 ] | [ 32 ] | [ 33 ] | [ 33 ] | [ 34 ] | [ 35 ] | [ 36 ] | [ 37 ] | [ 38 ] | [ 39 ] | [ 40 ] | [ 40 ] | [ 41 ] | [ 40 ] | [ 40 ] | [ 40 ] | [ 42 ] | [ 40 ] | [ 40 ] | [ 40 ] | [ 43 ] | [ 40 ] | [ 23 ] | [ 44 ] | [ 2 ] |

### Wappen

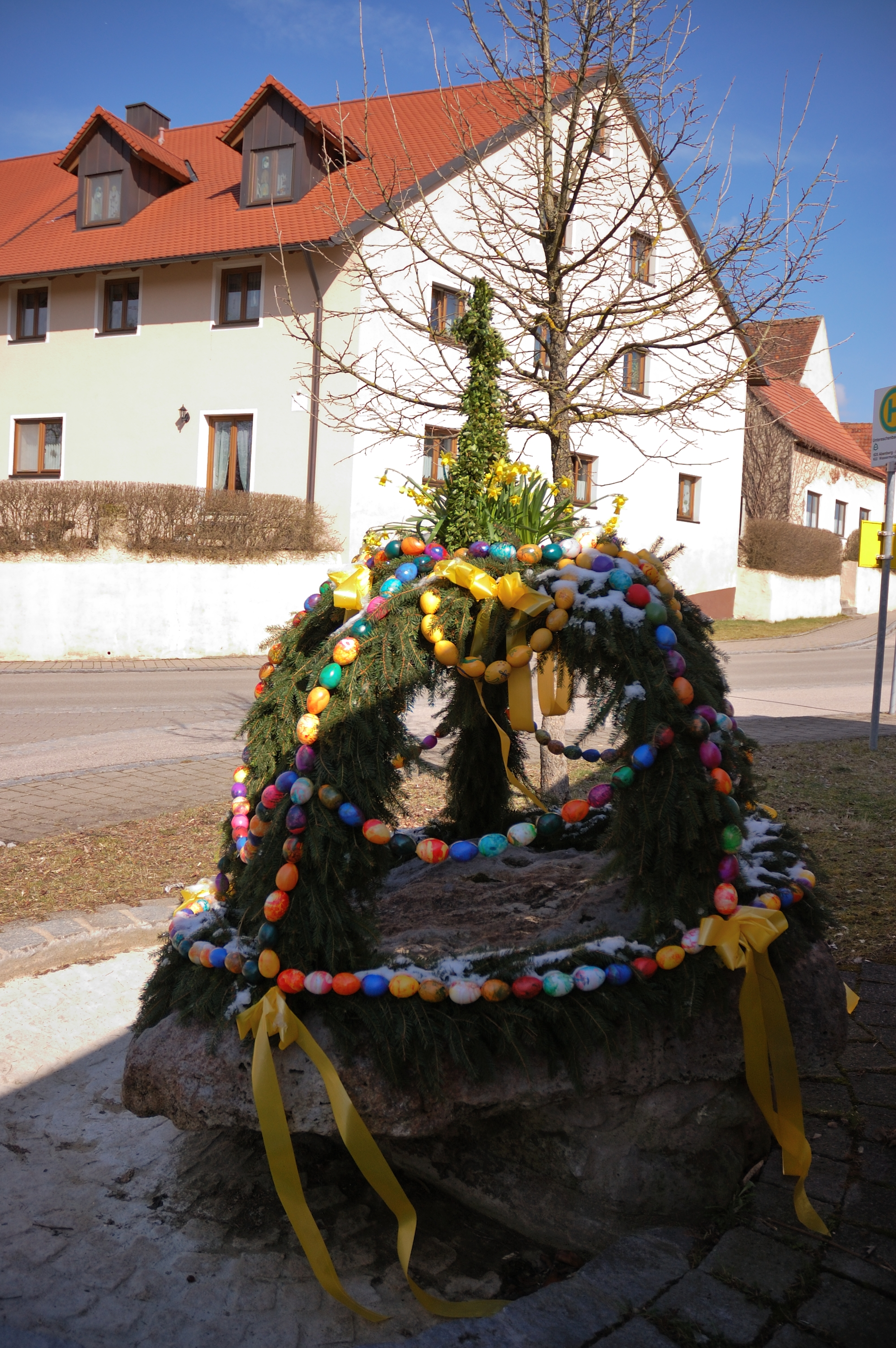
Osterbrunnen

In einer Entschließung vom 6. April 1957 genehmigte das Bayerische Staatsministerium des Inneren Untereschenbach ein Gemeindewappen. Die Blasonierung lautet: In Silber zwei rote Schrägbalken mit einer bewurzelten sechsblättrigen schwarzen Esche.

## Religion
Der Ort seit der Reformation überwiegend evangelisch-lutherisch geprägt und nach St. Andreas (Wassermungenau) gepfarrt. Die Einwohner römisch-katholischer Konfession sind nach St. Bonifatius (Windsbach) gepfarrt.